# Doria-Baumkänguru
Das Doria-Baumkänguru (Dendrolagus dorianus) aus Neuguinea ist eine Art aus der ca. zwölf Arten umfassenden Gattung der Baumkängurus (Dendrolagus).

## Aussehen
Das Doria-Baumkänguru hat ein langes, dichtes, rot-bräunlich gefärbtes Fell ohne Silbereinschlag. Es hat schwarze Ohren, einen Haarwirbel in der Rückenmitte und einen hellbraunen bis cremefarbenen Schwanz. Es hat, als eines der größten Baumkängurus, eine Schwanzlänge von 44–66 cm und wird bis zu 78 cm lang (ohne Schwanz). Das Gewicht liegt in der Regel bei den Männchen bei durchschnittlich 13,3 Kilogramm, bei den Weibchen bei 10,2 Kilogramm. Ein in Gefangenschaft gehaltenes Exemplar hatte ein Gewicht von 18 Kilogramm. Ein in der Wildnis gefangenes Exemplar hält mit einem maximalen Körpergewicht von 20 Kilogramm den Rekord unter allen Baumkängurus. Es hat einen gedrungenen Körperbau und besitzt lange Klauen, wodurch es eine bärenähnliche Erscheinung hat.

## Verbreitung

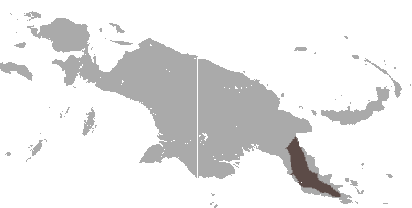
Verbreitungsgebiet der Nominatform des Doria-Baumkängurus

Das Doria-Baumkänguru kommt nur auf der indopazifischen Insel Neuguinea vor und ist endemisch in Papua-Neuguinea. Es lebt in den südöstlichen Teilen der Insel, in den Bergen und Bergtälern Neuguineas in Höhen von 600 bis 3.650 Metern, wo tropischer Regenwald, Wolken- und Nebelwald wächst.
In Europa werden Doria-Baumkängurus nicht mehr gepflegt. Ehemalige Halter in Deutschland sind Frankfurt, Karlsruhe, Mannheim, München und Stuttgart. Die Wilhelma zählte zu den erfolgreichsten Haltern in ganz Europa.

## Lebensweise
Wie alle Baumkängurus sucht es seine Nahrung meist in Baumkronen, kommt aber gelegentlich auch auf den Boden. Neuere Studien zeigen, dass sich gerade das Doria-Baumkänguru und andere kurzschwänzige Arten verhältnismäßig häufig am Boden aufhalten. Das Doria-Baumkänguru bewegt sich am Boden vornehmlich zweifüßig und in kleinen Hüpfern. Es ernährt sich von Blättern, Früchten, Knospen und Blüten.
Obwohl das Tier als Einzelgänger lebt, finden sich zur Paarungszeit Pärchen, die etwa eine Woche zusammen verbringen. Nach einer Tragezeit von etwa 30 Tagen saugt sich das Junge nach der Geburt an der Zitze im Beutel der Mutter fest, wo es bis zu 10 Monate verbringt.

## Systematik
Das Doria-Baumkänguru wird als eigenständige Art innerhalb der Gattung der Baumkängurus (Dendolagus) eingeordnet, die nach aktuellem Stand aus 12 Arten besteht. Die wissenschaftliche Erstbeschreibung stammt von dem australischen Zoologen und Kurator am Australian Museum Edward Pierson Ramsay aus dem Jahr 1883, der die Art anhand von Individuen aus dem Inneren von Neuguinea von der Wondiwoi-Halbinsel im Grenzgebiet von Papua-Neuguinea zu Indonesien beschrieb. Ramsey erhielt das Fell des Tieres zusammen mit den Bälgen zahlreicher Vögel aus Papua von einem heimischen Verkäufer und beschrieb die Art provisorisch, wobei er sie nach dem italienischen Zoologen Giacomo Doria benannte.
Innerhalb der Art wurden gemeinsam mit der Nominatform vier Unterarten unterschieden:
- Dendrolagus dorianus dorianus
- Dendrolagus dorianus mayri
- Dendrolagus dorianus notatus
- Dendrolagus dorianus stellarum

Die beiden letzten gelten inzwischen als eigenständige Arten.

## Status, Bedrohung und Schutz
Das Doria-Baumkänguru wird von der International Union for Conservation of Nature and Natural Resources (IUCN) als gefährdet (Vulnerable) eingeordnet. Begründet wird dies mit dem starken Rückgang der Bestände, die auf die nächsten drei Generationen und damit etwa 30 Jahre betrachtet auf eine Reduzierung um mehr als 30 % prognostiziert werden. Der Hauptgrund für den Rückgang durch den Lebensraumverlust durch den starken Holzeinschlag und die damit verbundenen fehlenden Habitate. Zudem steht die Art unter starkem Jagddruck durch die Bevölkerung, die sie als Fleischquelle schätzt und mit Hunden bejagt.

## Belege
1. ↑  Beschreibung (Memento vom 11. September 2006 im Internet Archive) aus Tim Flannery, Roger Martin, Alexandra Szalay: Tree Kangaroos: A Curious Natural History. Melbourne 1996
2. 1 2 3 4 5  Dendrolagus dorianus in der Roten Liste gefährdeter Arten der IUCN 2015-4. Eingestellt von: Leary, T., Seri, L., Flannery, T., Wright, D., Hamilton, S., Helgen, K., Singadan, R., Menzies, J., Allison, A. & James, R., 2008. Abgerufen am 18. Februar 2016.
3. ↑    Zootierliste, abgerufen am 10. Juni
4. ↑  Roger Martin: Tree-kangaroos of Australia and New Guinea. Csiro Publishing, 4. Juli 2005; S. 29.
5. ↑  Roger Martin: Tree-kangaroos of Australia and New Guinea. Csiro Publishing, 4. Juli 2005; S. 31.
6. ↑  Richard W. Thorington Jr., John L. Koprowski, Michael A. Steele: Squirrels of the World. Johns Hopkins University Press, Baltimore MD 2012; S. 272–273. ISBN 978-1-4214-0469-1
7. ↑   Dendrolagus dorianus (Memento vom 18. Februar 2016 im Internet Archive). In: Don E. Wilson, DeeAnn M. Reeder (Hrsg.): Mammal Species of the World. A taxonomic and geographic Reference. 2 Bände. 3. Auflage. Johns Hopkins University Press, Baltimore MD 2005, ISBN 0-8018-8221-4.
8. ↑  Roger Martin: Tree-kangaroos of Australia and New Guinea. Csiro Publishing, 4. Juli 2005; S. 7. (Google Books)
9. ↑  Mark Eldridge & Graeme Coulson: Family Macropodidae (Kangaroos and Wallabies). Seite 704 in Don E. Wilson, Russell A. Mittermeier: Handbook of the Mammals of the World – Volume 5. Monotremes and Marsupials. Lynx Editions, 2015, ISBN 978-84-96553-99-6
10. ↑  Mark D.B. Eldridge, Sally Potter, Kristofer M. Helgen, Martua H. Sinaga, Ken P. Aplin, Tim F. Flannery, Rebecca N. Johnson: Phylogenetic analysis of the tree-kangaroos (Dendrolagus) reveals multiple divergent lineages within New Guinea. Molecular Phylogenetics and Evolution, 25 May 2018, doi: 10.1016/j.ympev.2018.05.030